# Свободные (фильм, 2011)
«Свобо́дные» (англ. Footloose) — американский музыкальный фильм 2011 года режиссёра Крэйга Брюэра, ремейк одноимённого фильма 1984 года. В главных ролях: Кенни Уормалд, Джулианна Хаф, Деннис Куэйд и Энди Макдауэлл. Мировая премьера состоялась 6 октября 2011 года.
На DVD и Blu-ray фильм вышел 6 марта 2012 года.

## Сюжет
Рен Маккормак переезжает из мегаполиса в тихий провинциальный городок, в котором запрещены рок-музыка и танцы. Заручившись поддержкой своего приятеля и юной возлюбленной, герой решает изменить старомодные порядки, установленные преподобным отцом Муром, и заставить благочестивых горожан «тряхнуть стариной».

## В ролях
| Актёр                | Роль                            |
| -------------------- | ------------------------------- |
| Кенни Вормолд        | Рен Маккормак                   |
| Джулианна Хаф        | Ариэль Мур                      |
| Деннис Куэйд         | преподобный Шоу Мур отец Ариэль |
| Энди Макдауэлл       | Ви Мур мать Ариэль              |
| Майлз Теллер         | Уиллард Хьюитт друг Рена        |
| Рэй Маккиннон        | Уэс Ворникер                    |
| Патрик Флугер        | Чак Крэнстон                    |
| Ким Диккенс          | Лулу Ворникер                   |
| Зиа Колон            | Расти                           |
| Сер’Дариус Блэйн     | Вуди                            |
| Л. Уоррен Янг        | Энди Бимис                      |
| Бретт Райс           | Роджер Данбар                   |
| Мэгги Элизабет Джонс | Эми Ворникер                    |
| Мэри-Чарльз Джонс    | Сара Ворникер                   |
| Эниша Брюстер        | Этта                            |

## Производство

### Кастинг
В июле 2007 года на роль Рена был выбран Зак Эфрон, но он покинул проект в марте 2009 года. Два месяца спустя было объявлено, что Эфрона заменит актёр Чейс Кроуфорд, но ему пришлось покинуть проект из-за плотного графика. Томас Деккер являлся «лучшим кандидатом» на эту роль, но 22 июня 2010 года стало известно, что роль Рена сыграет Кенни Вормолд.
Бывшая участница шоу «Танцы со звёздами» Джулианна Хаф была выбрана на роль Ариэль. Деннис Куэйд был выбран на роль преподобного Шоу Мура, а Майлз Теллер на роль Уилларда Хьюитта. 24 августа 2010 года Энди Макдауэлл присоединилась к актёрскому составу в роли жены Куэйда. Во время интервью на «Шоу Говарда Стерна» Кевин Бейкон заявил, что отказался от камео в фильме, так как ему не понравилась роль, которую ему предложили.

### Съёмки
В отличие от оригинала, действия которого происходили в вымышленном «Бомонте, штат Юта», в ремейке сюжет вращался вокруг «Бомонта, штат Джорджия».
Основные съёмки начались в сентябре 2010 года в Атланте и завершились спустя два месяца. Сцена в зале суда была снята в историческом здании суда округа Ньютон в Ковингтоне, штат Джорджия, 17, 20 и 21 сентября.

## Критика
Фильм получил смешанные, но в целом положительные отзывы кинокритиков. На сайте Rotten Tomatoes фильм имеет рейтинг 69 % на основе 168 рецензий со средним баллом 6,1 из 10. На сайте Metacritic фильм имеет оценку 58 из 100 на основе 35 рецензий критиков, что соответствует статусу «смешанные или средние отзывы».